# ガリシア社会主義者党
ガリシア社会主義者党（ガリシア語: Partido dos Socialistas de Galicia、PSdeGまたはPSdeG-PSOE）は全国政党スペイン社会労働党を構成するガリシア自治州での支部政党組織。政治思想はガリシア主義と社会民主主義を基調とする。現有党勢は、自治体議員981、ガリシア4県県議会議員計34（ア・コルーニャ県：9、ルーゴ県：11、オウレンセ県：8、ポンテベドラ県：6）、スペイン国会下院議席6（ア・コルーニャ県：2、ルーゴ県：1、オウレンセ県：1、ポンテベドラ県：2）、同上院議席4（各県1議席）、ガリシア7都市のうちビーゴ、オウレンセ、ルーゴの首長職をガリシア民族主義ブロック（BNG）との連立によって確保している（2012年6月時点）。
書記長職は2009年3月4日までエミリオ・ペレス・トウリーニョが1998年以来務め、2001年からは同党のガリシア自治州政府首相候補となっていた。2005年の自治州選挙では、PSdeGは25議席を獲得、1990年以来過半数を制し、州政府与党であったガリシア国民党（PPdeG）は過半数を失った。ガリシア社会主義者党はガリシア民族主義ブロックと合意に至り、トウリーニョを首班とする連立政権が誕生した（2005年7月）。4年後の2009年の選挙では、国民党が過半数の議席を得、政権を手放すこととなった。
エミリオ・ペレス・トウリーニョは敗北の責任をとって書記長職を辞任、3月4日副書記長のリカルド・バレーラ・サンチェスが書記長代行に就任、4月25日の特別党大会まで党のかじ取りをとることとなった。4月25日の特別党大会での新書記長選出について、同党オウレンセ支部の書記長パチ・バスケスの名が取りざたされ始めた、結局そのマヌエル・”パチ”・バスケスが90％の賛成票で書記長に選出された。
ガリシア社会主義者党の青年組織はXuventudes Socialistas de Galicia（XSG）。

## 自治州議会での議席推移
| ガリシア社会主義者党のガリシア自治州議会での議席推移 |
|                                                      |